# تيريل كاسل
تيريل كاسل (بالإنجليزية: Terrel Castle)‏ مواليد 12 سبتمبر 1972 في جينيرت، هو لاعب كرة سلة أمريكي سابق. بدأ مسيرته الاحترافية في سنة 1997. اعتزل اللعب في 2013.

## المسيرة الاحترافية
لعب مع ستراسبورغ أي جي في الدوري الفرنسي في موسم 2002–2003، ثم لعب مع إي دبليو إي باسكتس أولدنبورغ في الدوري الألماني في موسم 2003–2004، ثم لعب مع بالونكيستو مالقا في الدوري الإسباني في سنة 2008.

## روابط خارجية
- تيريل كاسل على موقع الاتحاد الدولي لكرة السلة (الإنجليزية)
- تيريل كاسل على موقع الدوري الأوروبي لكرة السلة (الإنجليزية)
- تيريل كاسل على موقع الدوري الإسباني لكرة السلة (الإسبانية)
- تيريل كاسل على موقع كرة السلة الأوروبية.كوم (الإنجليزية)
- تيريل كاسل على موقع كلية كرة السلة في سبورتس رفرنس.كوم (الإنجليزية)
- تيريل كاسل على موقع ريلجم (الإنجليزية)
- تيريل كاسل على موقع بروبوليرز (الإنجليزية)
- تيريل كاسل على موقع سبورتس رفرنس (الإنجليزية)